# Vulci
Vulci (in etrusco Velch o Velx) è un'antica città etrusca nel territorio di Canino e di Montalto di Castro, in provincia di Viterbo, nella Maremma laziale.

## Storia
Sorta su un pianoro di circa 120 ettari e lambita dal fiume Fiora, a poco più di dieci chilometri dalla costa del mar Tirreno, fu una delle più grandi città-stato dell'Etruria, con un forte sviluppo marinaro e commerciale, molto probabilmente parte della Dodecapoli etrusca.
I ritrovamenti più antichi, quelli dell'area di Pian di Voce, risalgono a un periodo compreso tra la tarda età del Bronzo e la prima età del Ferro, in concomitanza con l'affievolirsi delle testimonianze delle più antiche presenze umane lungo la valle del Fiora, più lontane dalla costa, quasi a testimoniare l'affievolirsi delle esigenze difensive degli insediamenti umani, in questa parte dell'Etruria.
La presenza umana a partire dall'età del Ferro, è testimoniata dai ritrovamenti delle tombe a pozzo e a fossa, tra le quali si citano i sepolcri dell'Osteria, del Mandrione di Cavalupo, di Ponte Rotto e della Poledra, che a causa della loro rispettiva posizione, vengono riferiti a quattro diversi nucli abitati originari, che in seguito si riuniranno nell'unico abitato di Vulci.
La ricchezza di risorse metalliche presente nelle Colline Metallifere, come anche lungo la valle del Fiora, favorì a partire dal IX secolo a.C. lo sviluppo di un artigianato locale, e di conseguenza anche degli scambi commerciali, come quelli con la Sardegna. La scoperta più importante che testimonia il contatto tra Etruschi e Sardi in questo periodo, è rappresentata dalla Tomba dei Bronzi Sardi avvenuta nel 1958 nella necropoli di Cavalupo, datata tra il 850–800 a.C., e attribuita a una donna di alto rango di origine sarda. Tra i contenuti del sepolcro si evidenzia una magnifica statua in bronzo di un guerriero, ora esposta nel Museo nazionale etrusco di Villa Giulia; numerose fibule villanoviane sono state trovate anche in Sardegna, a testimonianza degli scambi commerciali. I commerci si dovettero sviluppare anche verso gli insediamenti greci in Italia, almeno fino a tutto il V secolo a.C., come dimostrato dai reperti qui ritrovati di origine cumana.
Essa proseguì la sua affermazione anche nel campo della ceramica e della lavorazione della pietra fino al IV secolo a.C. Il suo contributo al commercio con i mercanti greci nell'importazione di ceramiche corinzie, ioniche e attiche fu molto importante; anche per queste ragioni si trovò più volte a guidare la Lega delle città etrusche contro Roma.
Nel 280 a.C. la città, e la sua alleata Volsinii, furono sconfitte dall'esercito romano guidato dal console Tiberio Coruncanio, ricordato per essere stato il primo plebeo a essere eletto pontefice massimo a Roma, che per questo ottenne il trionfo. Come conseguenza di questa sconfitta, la città perse gran parte dei suoi territori che furono assegnati a Cosa e Forum Aurelii, l'odierna Montalto di Castro.
Da questo momento inizia il declino della città etrusca, che comunque nel I secolo a.C. ottiene lo status di municipio romano, e nel IV secolo è citata come sede vescovile; sarà definitivamente abbandonata, a favore di Montalto di Castro e di Canino, già esistenti come centri agricoli, nell'VIII secolo.

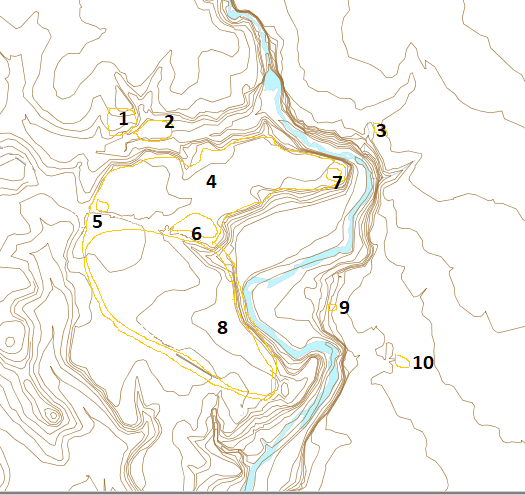
Legenda
1 Necropoli Villanoviana -
2 Necropoli Etrusca -
3 Necropoli di Cavalupo -
4 Parco archeologico di Vulci -
5 Tempio Grande -
6 Necropoli di Ponte Rotto -
7 Acropoli -
8 Area urbana di Vulci -
9 Tomba Francois -
10 Tumulo della Coccumella

## Area archeologica

### Scavi
Il sito, oramai abbandonato, era stato già identificato all'inizio del XVI secolo da Annio da Viterbo, figura molto controversa, ma fu definitivamente identificato su basi scientifiche da Turriozzi nel 1778. Successivamente il sito fu interessato da una serie di scavi: si ricordano quelli del 1783 e del 1787, condotti secondo i metodi dell'epoca, che infatti comportarono la spoliazione di numerosi reperti.
Il 25 settembre 1825 Vincenzo Campanari, archeologo di Tuscania, chiese al Governo dello Stato Pontificio l'autorizzazione ufficiale per scavare a Vulci. Ottenuto il permesso, gli scavi iniziarono nel 1828 e si protrassero fino al 1837, recandogli grande notorietà. I reperti rinvenuti dal Campanari in parte confluirono nel Museo gregoriano etrusco, mentre altri furono esposti a Londra, in una grande mostra (nota come esposizione di Pall Mall), articolata in dodici stanze e con riproduzioni di tombe etrusche. Alcuni dei reperti dell'esposizione londinese furono acquistati dal British Museum.
Per un'altra, gli scavi ufficiali del 1825, furono condotti da Feoli e dai fratelli Candelori.
Il sito fu quindi oggetto di intense opere di scavo, organizzate da Alexandrine De Blenchamp, moglie di Luciano Bonaparte, fratello di Napoleone e Principe di Canino, il quale una volta saputo dei ritrovamenti nei terreni di sua proprietà finanziò personalmente gli scavi, finalizzati al reperimento e alla vendita di quanto ritrovato; nel 1857 fu scoperta la celebre Tomba François. Da allora si ebbero diverse campagne di scavo, condotte con criteri sempre più scientifici, in specie dopo l'unità d'Italia: dal 1879 al 1889, nel 1895, dal 1915 al 1920, dal 1928 al 1929, nel 1957, nel 1960, dal 1961 al 1963, dal 1996 al 2001.

### Descrizione
Le necropoli che circondano la città sono situate nelle località di Poggio Maremma, Mandrione del Cavalupo, Ponte Rotto, Polledrara, Osteria, Campo Maggio, Poggetto Mengarelli e Camposcala. Vi si trovano migliaia di tombe, con forme e tipologie diverse. Tra le più note sono il grandioso tumulo della Cuccumella (alto 18 metri e con un diametro di 70 metri), la Cuccumelletta, la tomba François, quelle dei Tori, delle Iscrizioni e dei Due Ingressi.
Recentemente nella necropoli dell'Osteria è stata riportata alla luce e resa fruibile dopo un lungo restauro, l'imponente Tomba della Sfinge.
Di alcuni edifici scoperti nel XIX secolo, come un edificio termale e un tempio, non rimane più niente.
Oltre a queste testimonianze della grande importanza che ebbe Vulci in epoca etrusca, nell'area compresa nel Parco Naturalistico ed Archeologico sono presenti altri monumenti assai suggestivi fra cui il maestoso ponte del Diavolo (III sec. a.C.) che con i suoi oltre 20 metri di altezza domina il fiume Fiora di fronte al medievale castello dell'Abbadia (XII sec.).

#### Area urbana
L'area urbana era cinta da opere murarie, di cui sono visibili alcuni tratti. Lungo questa cinta di mura, si dovevano aprire almeno cinque porte, tre delle quali (Porta Ovest, Nord ed Est) sono state scavate. Davanti alla porta ovest sono stati trovati i resti di un acquedotto.
Lungo il decumano sorgeva il cosiddetto Tempio Grande, che si pensa si affacciasse sul foro, e la Domus del Criptoportico, ampiamente indagata e appartenuta a personaggi di alto rango, che deve il nome al criptoportico sotterraneo, utilizzato a magazzino.
Addossato alla domus del Critoportico, si trova il Mitreo, un imponente edificio risalente alla fine del II sec. a.C.; il Mitreo, distrutto verso la fine del IV sec. d.C. (sono ancora visibili tracce dell'incendio che ne causò la distruzione) era composto da due ambienti: un'anticamera e un luogo di culto, ove sono stati rinvenuti oggetti votivi di particolare interesse. La statua attualmente esposta all'interno del luogo di culto, costituisce una copia mentre l'originale è conservato nel Museo del Castello dell'Abbadia.
Seguendo il decumano, nell'area orientale della città, sono stati ritrovati resti di alcune abitazioni, tra cui la cosiddetta Casa del Pescatore, perché lì furono ritrovati pesi utilizzati per la pesca.
Poco fuori dalla porta Est, si trovava il sacello di Ercole, che si ritiene dedicato al semidio per via dei bronzetti qui ritrovati.

#### Necropoli di Ponte Rotto
La necropoli si trova al di fuori della porta Est, e deve il nome al ponte che in antichità metteva in comunicazione Vulci con la viabilità etrusca verso la costa tirrenica, e successivamente, in epoca romana, con la consolare via Aurelia.
La necropoli è nota soprattutto per la Tomba François, uno dei più importanti sepolcri etruschi ritrovati; altri sepolcri sono la Tomba dei due ingressi, la Tomba dei Tori e la Tomba dei Sarcofagi.

#### Necropoli dell'Osteria
La necropoli, che si trova a nord rispetto all'area archeologica, è stata indagata nel XIX secolo, e dei suoi sepolcri più noti, la Tomba del Sole e della Luna e la Tomba Campanari, non rimangono che le descrizioni fatte all'epoca, oltre che la copia degli affreschi della Tomba Campanari, esposta al Museo archeologico nazionale di Firenze. I sepolcri di questa necropoli erano per la maggior parte del tipo a camera.

#### Necropoli di Poggetto Mengarelli
La necropoli, in effetti parte della Necropoli dell'Osteria, è stata scoperta nel 2010 nel casaletto Mengarelli. Qui sono state ritrovate sepolture del tipo a fossa, databili all'VIII secolo a.C., dove, oltre insieme a resti umani, sono stati recuperati reperti ceramici e di bronzo, con funzioni votive.

#### Necropoli del Mandrione di Cavalupo
La necropoli, anche nota come Necropoli Cavallupo, oggi si trova all'interno di un boschetto, è stata oggetto di numerosi scavi nel XIX secolo che hanno lasciato scoperte molte tombe che si aprono nel terreno. Qui fu scoperta la Tomba dei bronzetti sardi, che viene attribuita dagli studiosi a due donne di origine sarda.

#### Tumulo della Cuccumella
Il tumulo si trova poco a sud est rispetto alla Necropoli del Ponte Rotto, ed è il più grande tumulo dell'Etruria. Malamente scavato nel XIX secolo, fu intensamente indagato nel 1928 dal Ferraguti; di questi scavi restano una settantina di fotografie. Ad oggi si discute ancora sulla sua funzione.

## Il museo e il castello di Vulci
Il castello di Vulci venne edificato a ridosso del ponte del Diavolo ardita costruzione realizzata dai romani su una analoga struttura risalente a epoca etrusca. In origine questo ponte rimasto in uso sino agli inizi degli anni '60 del secolo scorso, oltre a permettere di superare il fiume Fiora, sorreggeva un acquedotto con il quale veniva condotta acqua alla città di Vulci. Il castello costruito nel corso del XII secolo dai monaci cistercensi a difesa del ponte, fu impostato sui resti di un'antica abbazia realizzata nel IX sec. e dedicata a san Mamiliano che era stata fortemente danneggiata dalle incursioni dei saraceni. Il maniero divenne dal XIII sec. un importante centro di assistenza e accoglienza per i pellegrini e ospitò anche i templari.
Nel XVI sec. passò nelle proprietà di Alessandro Farnese, il futuro papa Paolo III, che vi operò alcuni interventi. Successivamente divenne una dogana dello Stato Pontificio, in quanto situato ai confini con il Granducato di Toscana.
Passò poi ai Bonaparte, nel 1859 ai Torlonia e infine fu acquistato dallo Stato Italiano.
Il Museo archeologico nazionale di Vulci si trova nel Castello dell'Abbadia. Al suo interno sono esposti oggetti provenienti dagli scavi delle Necropoli e dalle ricerche che nell'ultimo ventennio sono state condotte nell'area urbana della Città.